# Veľaty
Veľaty (em húngaro: Velejte) é um município da Eslováquia, situado no distrito de Trebišov, na região de Košice. Tem 12,04 km² de área e sua população em 2018 foi estimada em 821 habitantes.

## Demografia
| Ano:        | 1994 | 2004   | 2014   | 2024   |
| ----------- | ---- | ------ | ------ | ------ |
| Broj ljudi: | 849  | 819    | 856    | 818    |
| Razlika:    |      | -3,53% | +4,51% | -4,43% |

| Ano:               | 2023 | 2024   |
| ------------------ | ---- | ------ |
| Número de pessoas: | 829  | 818    |
| Diferença:         |      | -1,32% |